# Brüggen (Basse-Saxe)
Pour les articles homonymes, voir Bruggen (homonymie).
Brüggen est une ancienne commune allemande du land de Basse-Saxe et l'arrondissement de Hildesheim.